# Землетрясение в Афганистане (май 1998)
Землетрясение в Афганистане — землетрясение, произошедшее 30 мая 1998 года в 10:52 по местному времени (06:22 UTC) в провинции Тахар, Афганистан (на тот момент контролировалась Северным альянсом). Магнитуда землетрясения составила 6,5 Mw.

## События
Землетрясение началось в 10:52:28 по местному времени в результате сдвига горных пород и ощущалось в таких городах, как Мазари-Шарифе, Кабуле, Андижане, Самарканде, Исламабаде, Пешаваре, Равалпинди и Душанбе.
Это землетрясение стало вторым крупным землетрясением в Афганистане в 1998 году после землетрясения 4 февраля. В провинциях Тахар и Бадахшан погибло от 4000 до 4500 человек. Пострадали почти 7000 семей, по оценкам, 16 000 домов были разрушены или повреждены. Около 45 000 человек остались без крова. Более 30 деревень были разрушены, ещё 70 были серьёзно повреждены. Было убито несколько тысяч животных, уничтожены посевы и инфраструктура.
Как и многие другие бедные страны, Афганистан был плохо подготовлен к такого рода стихийным бедствиям. В стране не было никаких форм защиты от опасности. Дома в основном строились из сырцового кирпича с неглубоким фундаментом. Деревни были построены на неустойчивых склонах. Многие деревни были полностью погребены под землей из-за оползней. Афтершоки продолжались в течение месяца.

## Спасательная операция
Во время операции по оказанию помощи возникло несколько проблем. Пострадавший регион был удаленным и не имел какой-либо современной телекоммуникации. Местная культура запрещала врачам-мужчинам осматривать женщин или разговаривать с ними. Не было точной карты пострадавшего региона. Усилия по оказанию помощи также были отложены из-за перекрытых дорог, плохой погоды и политических беспорядков в регионе.
Усилия нескольких учреждений по оказанию помощи в Афганистане осуществлялись из соседнего Пакистана, поскольку многие организации не рисковали размещать в Афганистане свои силы. Вспомогательная база для оказания чрезвычайной помощи была создана в Ростаке в провинции Тахар недалеко от афгано-таджикской границы, вблизи которой, несмотря на отсутствие аэродромов, были открытые пространства для вертолётов и автомобильное сообщение с Таджикистаном.
Организация Объединённых Наций и несколько неправительственных организаций были вовлечены в усилия по оказанию помощи пострадавшему району. Совместная операция по оказанию помощи была организована ООН, Международным комитетом Красного Креста, Международным движением Красного Креста и Красного Полумесяца и рядом национальных и международных НПО.